# إدوارد ويليام بيني
إدوارد ويليام بيني (1812-1882) (بالإنجليزية: Edward William Binney)‏ جيولوجيً إنجليزي عضو جمعية لندن الجيولوجية وزمالة الجمعية الملكية.

## حياته
ولد إدوارد ويليام بيني في مورتون، في نوتنجهامشاير في عام 1812، وتلقى تعليمه في مدرسة قواعد الملكة إليزابيث في غينزبورو.قام بتربصه المهني عند محامٍ في تشيسترفيلد، وفي عام 1836 استقر في مانشستر. تقاعد بعد ذلك بفترة وجيزة من الممارسة القانونية وأعطى اهتمامه الرئيسي للمهام الجيولوجية
ساعد في عام 1838 في تأسيس جمعية مانشستر الجيولوجية، والتي تم اختياره بعد ذلك كأحد الأمناء الفخريين؛ أُنتخب رئيسا في عام 1857، ومرة أخرى في عام 1865. وكان أيضًا سكرتيرًا ورئيسًا لجمعية مانشستر الأدبية والفلسفية على التوالي. عمل خصوصا في صخور العصر الفحمي والبرمي لشمال إنجلترا، ودرس أيضا بقايا الانجراف من لانكشاير، والتي أسفر عنه العثور على أول كرات الفحم مع جوزيف دالتون هوكر، وأصبح على دراية واسعة بجيولوجيا المنطقة المحيطة بمانشستر. خاصة فيما يتعلق بتدابير الفحم [الإنجليزية]، أصبح سلطة معترف بها، وشكلت ملاحظاته على هيكل النباتات الأحفورية الموجودة في الطبقات الكربونية (1868-1875) إحدى الدراسات الخاصة بجمعية الحفريات القديمة. وُضعت مجموعته الكبيرة من الحفريات في كلية أوينز.
كان بيني جزءًا من دائرة مانشستر الاجتماعية التي تضمنت جيمس بريسكوت جول ووليام ستورجون [الإنجليزية] وجون ديفيز [الإنجليزية] وجون لي [الإنجليزية].
انتخب زميلا في الجمعية الملكية في عام 1856 وتوفي في مانشستر في عام 1882.